# Euxesta fervida
Euxesta fervida är en tvåvingeart som beskrevs av Charles Howard Curran 1935.
Euxesta fervida ingår i släktet Euxesta och familjen fläckflugor. Inga underarter finns listade i Catalogue of Life.